# Conrad al II-lea de Bavaria
Conrad al II-lea (numit Copilul) (n. septembrie sau octombrie 1052, Regensburg – d. 10 aprilie 1055, Regensburg) a fost duce de Bavaria de la 1054 până la moarte.
Conrad a fost cel de al doilea fiu al împăratului Henric al III-lea cu a doua sa soție, Agnes de Poitou. El a devenit pentru scurtă vreme duce de Bavaria, care fusese anterior deținută de fratele său mai mare, Henric, devenit rege al Germaniei sub numele de Henric al IV-lea. Conrad a murit la puțină vreme după aceea și a fost înlocuit de către același Henric.
1. 1 2  The Peerage